# Нешвил (Арканзас)
Нешвил (енгл. Nashville) град је у америчкој савезној држави Арканзас.

## Демографија
По попису из 2010. године број становника је 4.627, што је 251 (-5,1%) становника мање него 2000. године.
| Група             | 2000.         | 2010.         |
| Белци             | 2.822 (57,9%) | 2.315 (50,0%) |
| Афроамериканци    | 1.620 (33,2%) | 1.430 (30,9%) |
| Азијати           | 60 (1,2%)     | 71 (1,5%)     |
| Хиспаноамериканци | 341 (7,0%)    | 760 (16,4%)   |
| Укупно            | 4.878         | 4.627         |